# Большие Льзи

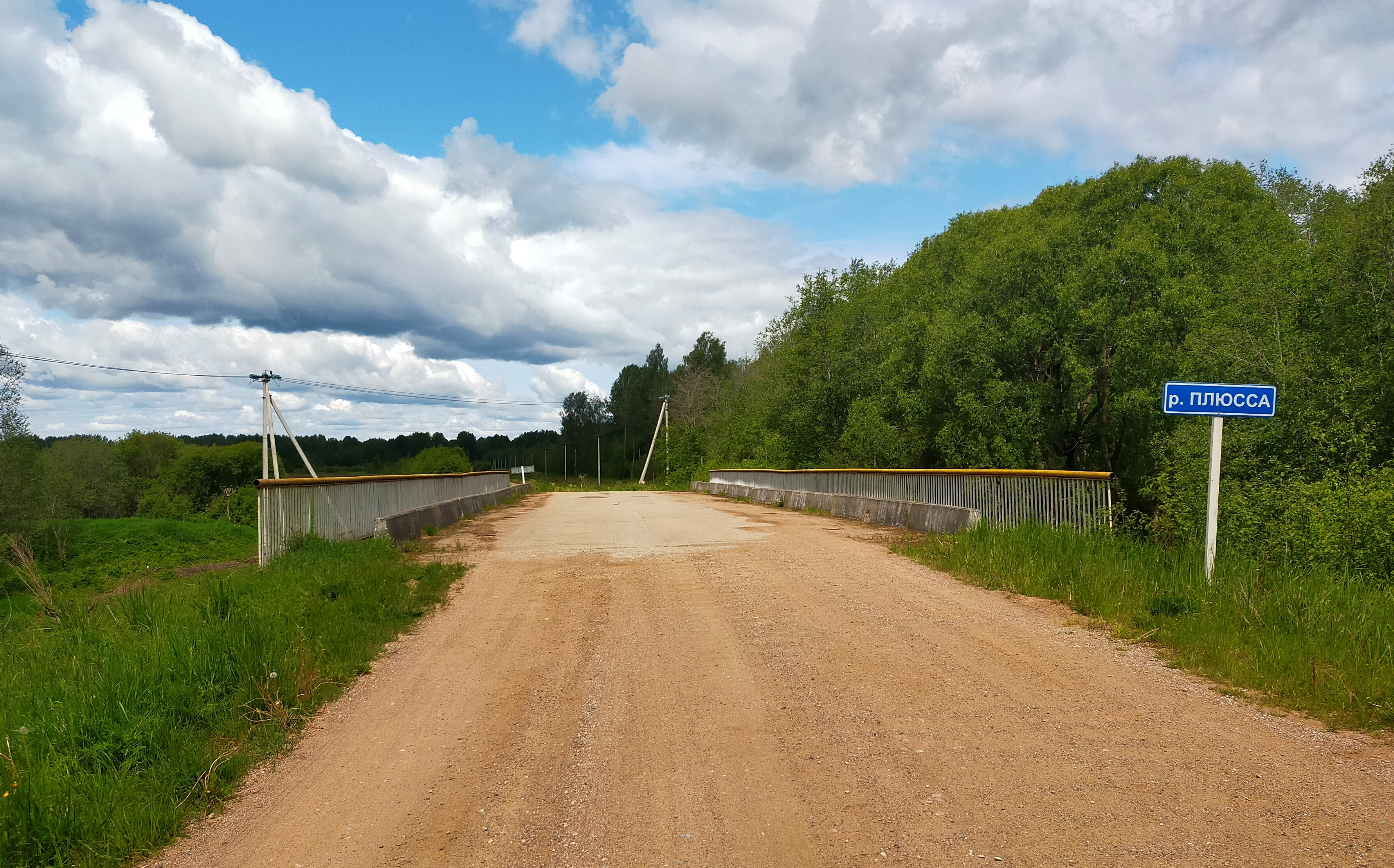
Мост через реку Плюсса рядом с деревней

Большие Льзи — деревня в Плюсском районе Псковской области в составе Запольской волости, расположенная в юго-восточной части района на реке Плюссе, между Большим болотом и Киевским шоссе.
В 1869 году временнообязанные крестьяне деревни выкупили свои земельные наделы у В. Н. Пантелеева и стали собственниками земли. В 1869—1870 годах временнообязанные крестьяне деревни выкупили земельные наделы у А. К. Апсеитовой. В 1870 году произошёл выкуп земельных наделов у Р. Ф. фон Стендер. В 1870—1872 годах крестьяне выкупили земельные наделы у Н. И. Неплюева.
Численность населения деревни составляла 18 жителей по оценке на конец 2000 года.
В деревне родился Герой Советского Союза Николай Степанов.